# (2756) Dzhangar
(2756) Dzhangar es un asteroide perteneciente al cinturón de asteroides descubierto por Liudmila Ivánovna Chernyj el 19 de septiembre de 1974 desde el Observatorio Astrofísico de Crimea, en Naúchni.

## Designación y nombre
Dzhangar fue designado al principio como 1974 SG1.
Posteriormente, en 1984, se nombró por el poema épico Dzhangar de la literatura calmuca.

## Características orbitales
Dzhangar orbita a una distancia media de 2,552 ua del Sol, pudiendo alejarse hasta 2,843 ua y acercarse hasta 2,26 ua. Su excentricidad es 0,1142 y la inclinación orbital 5,738 grados. Emplea en completar una órbita alrededor del Sol 1489 días.

## Características físicas
La magnitud absoluta de Dzhangar es 13,1.